# Serapias garganica
Serapias garganica là một loài thực vật có hoa trong họ Lan. Loài này được H.Baumann & Künkele miêu tả khoa học đầu tiên năm 1989.